# Gerald Wilkins
Gerald Bernard Wilkins (ur. 11 września 1963 w Atlancie) – amerykański koszykarz, występujący na pozycji rzucającego obrońcy.
Jest młodszym bratem członka Koszykarskiej Galerii Sław im. Jamesa Naismitha - Dominique Wilkinsa. W NBA występuje jego syn – Damien.
W ostatnim sezonie swojej kariery występował wspólnie w bratem w barwach zespołu Orlando Magic.

## Osiągnięcia
College
- Zaliczony do składów[3]:
  - All-Southern Conference (1985)
  - All-Southern Conference Tournament (1984, 1985)
  - Chattanooga Times All-Time Team (1997)
  - SoCon 75th Anniversary Team (1995)

NBA
- 2-krotny uczestnik konkursu wsadów NBA (1986 – 4. miejsce, 1987 – 8. miejsce)[4]
- Zawodnik Tygodnia NBA (3.03.1991)[5]